# Alexandra de Lituanie
Alexandra de Lituanie, fille d'Olgierd, grand-duc de Lituanie, est l'épouse du prince polonais Siemovit IV de Mazovie. Elle serait, malgré des incertitudes quant à cette information, née vers la fin des années 1360 ou au début des années 1370. Elle est morte le 20 avril 1434 et a été enterrée à Płock, probablement dans une église de l'ordre dominicain, en Pologne.

## Biographie
Alexandra de Lituanie est la plus jeune fille d'Olgierd, grand-duc de Lituanie, et de sa seconde épouse, Juliana de Tver.
Quelques mois après l'Union de Krewo, le 12 décembre 1385, Siemowit IV parvint à un compromis avec le roi Hedwige 1re de Pologne et son futur consort, le roi Ladislas II Jagellon, frère d'Alexandra : le duc de Mazovie devra cesser d'émettre des revendications rivales sur le royaume de Pologne, il devra rendre hommage aux deux hommes et assumer la position d’un vassal héréditaire à la Couronne polonaise en échange de 10 000 Gros de Prague, et d'un fief du duché de Belz.
Cet accord fut consolidé par le mariage de Siemowit IV et Alexandra, en 1387, qui donnera naissance à treize enfants.

### Descendance
De cette union avec Siemowit IV naîtront 13 enfants (cinq fils et huit filles) :

#### Fils
- Siemovit V de Rawa
- Aleksander Mazowiecki, cardinal en 1443
- Casimir II de Belz
- Trojden II de Płock
- Ladislas Ier de Płock

#### Filles
- Jadwiga de Mazovie (16 septembre 1393 - après le 19 février 1439) épouse après le 3 janvier 1410 Janos Garai, Ban de Uzora et Obergespan de Temes et Pozsega.
- Cymburge de Mazovie épouse le 25 janvier 1412 Ernest d'Autriche intérieure.
- Euphémie de Mazovie (1395/97 - entre le 25 août et le 17 septembre 1447) épouse le 20 novembre 1412 Boleslas Ier de Cieszyn.
- Amélie de Mazovia (1396/99 - après 17 mai 1434) épouse le 16 mai 1413 Guillaume II de Misnie.
- Alexandra (1407/10 - vers. 1426)
- Marie (1408/15 - 14 février 1454) épouse le 24 juin 1432 Bogusław IX de Poméranie.
- Anna (née avant 24 avril 1411 - morte avant 7 février 1435) épouse avant le 26 mai 1427 Michel Žygimantaitis, fils de Sigismond Ier Kęstutaitis.
- Catherine (née en 1413/16 - morte entre 2 juin 1479/5 juillet 1480) épouse avant le 21 août 1439 Michel Žygimantaitis, veuf de sa sœur.